# Panurgopsis quadriseriata
Panurgopsis quadriseriata är en tvåvingeart som beskrevs av Malloch 1929. Panurgopsis quadriseriata ingår i släktet Panurgopsis och familjen lövflugor. Inga underarter finns listade i Catalogue of Life.